# Мишев, Георги
Гео́рги Ми́шев Ивано́в (болг. Георги Мишев Иванов; род. 3 ноября 1935, Йоглав Болгария) — болгарский писатель и сценарист.

## Биография
В 1958 году окончил факультет журналистики Софийского университета. Как сценарист сотрудничал с режиссёрами Людмилом Кирковым, Эдуардом Захариевым, Иваном Андоновым и другими. Член БКП с 1980 года.
Сын — Михаил Вешим (род. 1960) — писатель и сценарист.

## Избранная фильмография

### Сценарист
- 1967 — Если не идёт поезд / Ако не иде влак (к/м)
- 1970 — На улице Раковского / По улица Раковски (д/ф, к/м)
- 1971 — Мальчик уходит / Момчето си отива (в советском прокате «Вольная птица»)
- 1973 — Пересчёт диких зайцев / Преброяване на дивите зайци
- 1974 — Крестьянин на велосипеде / Селянинът с колелото (по собственному роману)
- 1975 — Дачная зона / Вилна зона
- 1975 — Не уходи! / Не си отивай!
- 1976 — Русалочий хоровод / Самодивско хоро
- 1976 — Матриархат / Матриархат (по собственному роману)
- 1977 — Лживые истории / Лъжовни истории (новелла «5 + 1»)
- 1979 — Почти любовная история / Почти любовна история
- 1980 — Белый танец / Дами канят
- 1982 — Осеннее солнце / Есенно слънце
- 1989 — Зона Б-2 / Зона Б-2 (по собственному роману)
- 1998 — Дунайский мост / Дунав мост
- 2005 — Патриархат / Патриархат (сериал)

## Издания на русском языке
- Мишев, Георгий. (Пер. с болг. Л. Хлынова) // «Дети мира». (Антология из 35 рассказов писателей 28 стран). — М., 1970.
- Мишев, Георгий. «Приглашают дамы» : Избранная проза (Пер. с болг.) — М. : «Художественная литература», 1990. — ISBN 5-280-01190-8

## Награды
- 1976 — специальный приз кинофестиваля в Карловых Варах («Дачная зона»)
- 1981 — Заслуженный деятель культуры НРБ
- 2006 — Почётный гражданин Ловеча